# Ричард Хеминг
Ричард Весли Хеминг (енгл. Richard Wesley Hamming; Чикаго, 11. фебруар 1915 — Монтереј, 7. јануар 1998) је био амерички математичар чији рад има мноштво утицаја на пољу информатике и телекомуникација. Његов допринос је између осталог „Хемингов код“, „Хемингов прозор“ и „Хемингова раздаљина“.